# Carl Johan Ohlson

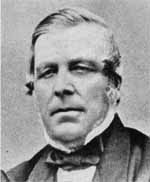
C J Ohlson

Carl Johan Ohlson, född 15 juni 1801 i Västsjö, Övre Ulleruds socken, död 21 november 1876 på Grand Hôtel i Stockholm, gruvfogde och bruksägare.

## Biografi
Carl Johan (det står Jonas i födelseboken) var troligtvis son till skattebonden Olof Jonsson i Fasterud, Nyeds socken. Han ska växt upp under fattiga förhållanden, och började sin bana i branschen med att sälja spik och nubb. Han kom att få sin första skolning i matematik och mekanik hos bergmästaren i Gävle (troligtvis Per Niklas Uhr). Därefter återvände han till Värmland och blev 1821 vice sågmästare vid Mörnersberg i Nors socken för att tre år senare bli bokhållare vid Stöpafors bruk i Sunne socken. Mellan 1826 och 1829 arbetade han som byggmästare vid Lövsta bruk i Uppland, som han lämnade sistnämnda år då han utnämnts till konststigare vid Falu koppargruva.
Tillsammans med bruksägare Carl Petter Bergstén och bergmästaren Claes Andreas Wallman bildade Ohlson i början av 1830-talet firman C.J. Ohlson & Co. De inledde en tillverkning av järntrådslinor, den första i större skala i Sverige. Patent togs för linorna, vilka kom att revolutionera gruvdriften i landet. Ohlson kom att agera byggmästare vid många av de gruvor i Bergslagen där linorna installerades. 1836 blev Ohlson övergruvfogde vid Dalkarlsbergs gruvfält. Som övergruvfogde kom Ohlson att få en kontant lön uppgående till 3.000 riksdaler riksgälds, som senare höjdes till 3.750 riksdaler riksgälds. För sin mycket goda skötsel av gruvorna fick han dessutom flera år fick han generösa tillägg i lönen. Ohlson moderniserade gruvdriften vid Dalkarlsberg, bland annat då med de egna järntrådslinorna och nya vattendrivna så kallade hakspel istället för de gamla hästvindorna. 1839 gifte Ohlson sig med Sophia Petronella Hinnerson, dotter till den förutvarande övergruvfogden vid Dalkarlsberg (åren 1813–1836) Per Hinnerson.
Sitt nästa stora företagsprojekt inledde Ohlson 1846, då han tillsammans med sin svärfar Per Hinnerson och brukspatron Anders Wedberg köpte Riddarhytte koppar- och järnbruk med Hedhammars bruk och Lienshytte masugn och manufakturverk. Ohlson avsade sig övergruvfogdetjänsten vid Dalkarlsberg 1848 då han flyttade till Riddarhyttan, samtidigt köpte han ut sina kompanjoner. Ohlsons brukskomplex växte de följande åren med flera nya förvärv såsom Östra Kolsva bruk 1854, Gisslarbo bruk 1855, Jönsarbo bruk 1861 samt 3/8 i Flögfors kopparverk 1865. Han var just i färd med projektet att binda samman bruken och de många gruvorna när han oväntat dog 1876 under sin dotters bröllopsfest på Grand Hôtel i Stockholm. Hans arvingar fullföljde järnvägsprojektet, som senare skulle bli känt under namnet Köping-Uttersberg-Riddarhyttans Järnväg. Ohlsons bruksbolag ombildades året efter hans död till aktiebolag, se vidare Riddarhytte AB.